# ABC Rides
ABC Engineering, ook wel abc rides genoemd, is een Zwitserse attractiefabrikant uit Wollerau. Het maakt verschillende kleine tot middelgrote attracties voor attractieparken en kermissen waarbij gezinnen met kinderen de grootste doelgroep zijn. Het acroniem abc staat voor "Always the Best Construction". De meeste attracties van abc rides staan in Europa.

## Geschiedenis
Het bedrijf is opgericht in 1997 door Willy Walser, een voormalig medewerker van Intamin. ABC Rides begon met de bouw en specialisatie van waterattracties. Daarna breidde het assortiment uit naar allerlei pretparkattracties. 

## Attracties
De attracties van abc rides bestaan uit een aantal klassieke attracties en varianten daarop waarin elementen van verschillende klassieke attracties zijn verwerkt.

### Waterattracties
De modellen waterattracties zijn o.a.:
- Tow boat ride.
- Boomstamattractie.
- Mini Flume, een kleine versie van een boomstamattractie.
- Rapid river.
- Rafting, een soort Spinning Rapids Ride.
- Interactieve boot, een soort Splash Battle.
- Stuurboot, een kleine boot op het water die de passagier zelf kan besturen binnen een geleidingsrails.

### Torens
Modellen zijn o.a.:
- Interactive Tower, een variant op de starflyer waarin men zelf de hoogte van het zitje kan bepalen m.b.v. een joystick.
- Carousel Tower, een variant op de zweefmolen met grotere cabines.
- Hopper Tower, een toren met een ring waar de passagiers plaatsnemen en naar de buitenkant kijken.
- Dynamic Bungee, een variant op een vrije val.
- Face Down Bungee, een variant op een vrije val.

### Attracties op rails
Modellen zijn o.a.:
- Ride Tracked Guide, een rondrit met begeleidende rails met verschillende karretjes, waaronder tractors en terreinwagens.
- Tractor Ride AGV, een rondrit op een tractor, vergelijkbaar met het systeem van een trackless darkride⁣, maar dan voor buiten.
- Farm Ride AGV, een rondrit op een tractortreintje, vergelijkbaar met het systeem van een trackless darkride⁣, maar dan voor buiten.
- Suspended Flight, een hangende monorail.
- Dynamic Swing Glider, een hangende monorail.

### Attracties met draaiarmen
Modellen zijn o.a.:
- Interactive Swing Ride, een kruising tussen een Red Baron en een zweefmolen.
- Smart Swing, een soort combinatie tussen een topspin en een schommel.
- Crazy Cars, een soort combinatie tussen een trackless dark ride en een theekopjesattractie.

### Achtbanen
De achtbaanmodellen zijn o.a.:
- Suspende Swinging Coaster, een kleine hangende achtbaan met enkele karretjes.[2]
- Tube Coaster, een kleine tot middelgrote stalen achtbanen met enkele karretjes.[2]
  - Tube Coaster 280
  - Tube Coaster 450
- Booster Coaster, een kleine achtbaan met een lanceerelement met een achtbaantrein van 2 karretjes.
  - Booster Coaster 110
  - Booster Coaster 150
  - Booster Coaster 285